# Георги Русев (футболист, р. 1998)
Георги Станиславов Русев е български футболист национал, играещ за българския Лудогорец.

## Кариера
Русев започва своята кариера в академията на ДИТ София, преди да премине в академията на испанския клуб Елче през 2016 г. На 27 август той дебютира за Б-отбора, започвайки при поражение с 0:1 срещу Кастельон. След като е рядко използван, той се присъединява към резервния отбор на Хетафе на 14 декември 2017 г. На 5 юни 2018 г. се завръща в България и се присъединява към Септември (София). На 23 юли той дебютира за клуба при равенство 0:0 срещу Верея (Стара Загора).
На 29 декември 2023 г. швейцарския Сион обявява, че подписва с Русев срещу неразкрита сума, като Русев става част от отбора на 2 януари 2024 г.
На 13 август 2024 г. Русев преминава под наем в Лудогорец.

### Национален отбор
Юношески и младежки национал на България. С юношеския отбор отбелязва първия за отбора гол на финали на европейско първенство в мач срещу Нидерландия през 2017 година.
Русев получава първата си повиквателна за националния отбор на България на 5 септември 2022 г. за мачовете от Лигата на нациите срещу Гибралтар и Северна Македония на 23 и 23 септември 2022 г. Дебютира в мача срещу Гибралтар на 23 септември, спечелен от България с 5:1.